# 贝里运河
贝里运河（法語：Canal de Berry，法語發音：[kanal də beʁi]）是法国的一条多数河段已停航的运河，长261千米，在马赛莱索比尼连接卢瓦尔河旁侧运河，在谢尔河畔努瓦耶连接谢尔河，在图尔附近汇入卢瓦尔河。该运河于1955年停航，仅保留谢尔河畔塞勒和谢尔河畔努瓦耶之间15千米的河段运营。